# Ruellia gemmipara
Ruellia gemmipara är en akantusväxtart som beskrevs av Christian Gottfried Daniel Nees von Esenbeck. Ruellia gemmipara ingår i släktet Ruellia och familjen akantusväxter. Inga underarter finns listade i Catalogue of Life.